# Лазар Кујунџић
Лазар Кујунџић (1880 — Велика Хоча, 25. мај 1905), познат као Лазар Клемпа, био је четнички војвода у Старој Србији.

## Биографија
Родио се пред Лазареву суботу 1880. у селу Ораховцу у Подрими. Основну школу завршио је у месту, а затим Призренску богословију. Прве учитељске дане провео је у Призрену а затим је 1902. пребачен у Кичево. Још од 1902. био је заговорник стварања српске четничке организације која би штитила српско становништво Пореча од насртаја чета ВМРО и муслиманских пљачкашких банди. Након Илинденског устанка бацио се на посао организовања првих српских чета и револуционарних одбора. Новац за прву чету дала му је сликарка Надежда Петровић која је 1903. посетила пострадале крајеве носећи хуманитарну помоћ. Том приликом се Кујунџић упознао са Саватијем Милошевићем и Војиславом Танкосићем. Њих тројица створили су Битољски четнички одбор и омогућили одметање прве српске чете Мицка Крстића у Поречу у сарадњи са Јованом Ћирковићем, секретаром Велешко-дебарске митрополије, и битољским наставником Алексом Јовановићем Коџом. Иако добар организатор четничких одбора из којих је деловао под маском учитеља, није се задовољио организаторским радом, већ се у зиму 1905. пребацио у Србију решен да се врати као војвода. Као четнички војвода борио се на Челопеку 29. априла 1905. након чега се са осталим четама због бројних потера морао вратити у Србију. Решен да стигне до Пореча по сваку цену, заједно са Саватијем Милошевићем кренуо је преко Косова и Подриме са намером да се након преласка ових области преко Шар планине пребаци до Пореча. У близини родног села, у Великој Хочи јавио се на бесу свом пријатељу Албанцу, који их је примио у своју кулу а затим погазио реч и дозвао турску војску и остале Албанце. 25. маја 1905. развила се борба у Великој Хочи у којој су четници пружили херојски отпор. Нико од четника није преживео борбу док су губици турске војске и наоружаних Албанаца били велики. Након погибије Кујунџића, његова мајка је позвана да препозна леш сина. Мајка је одбила да приђе лешу и уздржала емоције како не би угрозила родбину у околним селима.
Кости војводе Лазара су у мају 1936. пренесене из Призрена у Велику Хочу, када је предвиђено да се за Спасовдан убудуће држи Подримски сабор.

## Кујунџић у књижевности
Херојска погибија Кујунџића и Милошевића инспирисала је Милана Ракића да напише песму На Газиместану, а чврсто држање мајке, Србина католика из Дубровника Ива Војновића да напише драму Лазарево васкрсење 1913. Милосав Јелић је у Србијанском венцу једну песму посветио Лазаревој мајци — Кујунџића мајка.